# Świnka pospolita
Świnka pospolita, świnka (Chondrostoma nasus) – gatunek słodkowodnej ryby karpiokształtnej z rodziny karpiowatych (Cyprinidae).

## Zasięg występowania
Europa środkowa i północna Azja.
Zasiedla bystre, podgórskie rzeki w krainie lipienia i brzany. Żyje gromadnie w płytkich (do 2 m) miejscach o bystrym nurcie i kamienistym, piaszczystym lub lekko zamulonym dnie.

## Charakterystyka
Świnka osiąga 25–50 (maksymalnie 60) cm długości i 1 (maksymalnie 2) kg masy ciała. Ciało świnki jest wydłużone, ma owalny przekrój; płetwa ogonowa głęboko wcięta w księżycowaty kształt. Płetwy grzbietowa i brzuszna osadzone na jednej linii. Głowa mała, otwór gębowy dolny, wargi twarde, chrząstkowe – dolna o ostrej krawędzi, pełni rolę skrobaczki. Grzbiet ma szarozielony kolor, boki są jaśniejsze o srebrzystym połysku, z kolei wierzch głowy jest ciemny, brzuch biały lub żółtawy. Płetwy parzyste i odbytowa – są czerwone, ogonowa – czerwonobrunatna, a w swej dolnej części bardziej czerwonawa.

## Pokarm
Świnka żywi się szczątkami roślin i innym pokarmem roślinnym (glonami) znalezionymi na dnie. Zeskrobuje tam wargami tzw. narost, czyli glony porastające kamienie i podwodne przeszkody. Zjada także plankton, larwy owadów, kiełże czy mięczaki. Poszukując ich na dnie potrafi nawet przesunąć drobne kamienie.

## Rozmnażanie
Dojrzewa płciowo w wieku 4–5 lat. Tarło świnki w zależności od temperatury wody trwa od III do V w temperaturze wody 12–18 °C. Podczas tarła często wyskakuje nad powierzchnię wody. Samica, w zależności od wielkości, składa ok. 30 000 jaj o zielonkawej, ochronnej barwie ochry, w płytkich rejonach rzek o dnie piaszczystym lub żwirowatym. W tym czasie głowa i górna część tułowia, zwłaszcza u samców, pokryta jest jasnymi guzkami wysypki tarłowej. Wylęg następuje po 10–30 dniach. Narybek początkowo chowa się pod kamieniami. Świnka żyje do 17 lat.

## Ochrona
Okres ochronny: od 1 I do 15 V

Wymiar ochronny: 25 cm

Limit połowów: 5 sztuk na dobę (łącznie z certą)